# Sjavsjetibergen
Sjavsjetibergen (georgiska: შავშეთის ქედი, Sjavsjetis kedi; turkiska: Şavşeti Dağları) är en bergskedja i sydvästra Georgien och nordöstra Turkiet. Den högsta toppen i kedjan har berget Heva, som når 2 812 m ö.h..